# Vollzug der Ehe

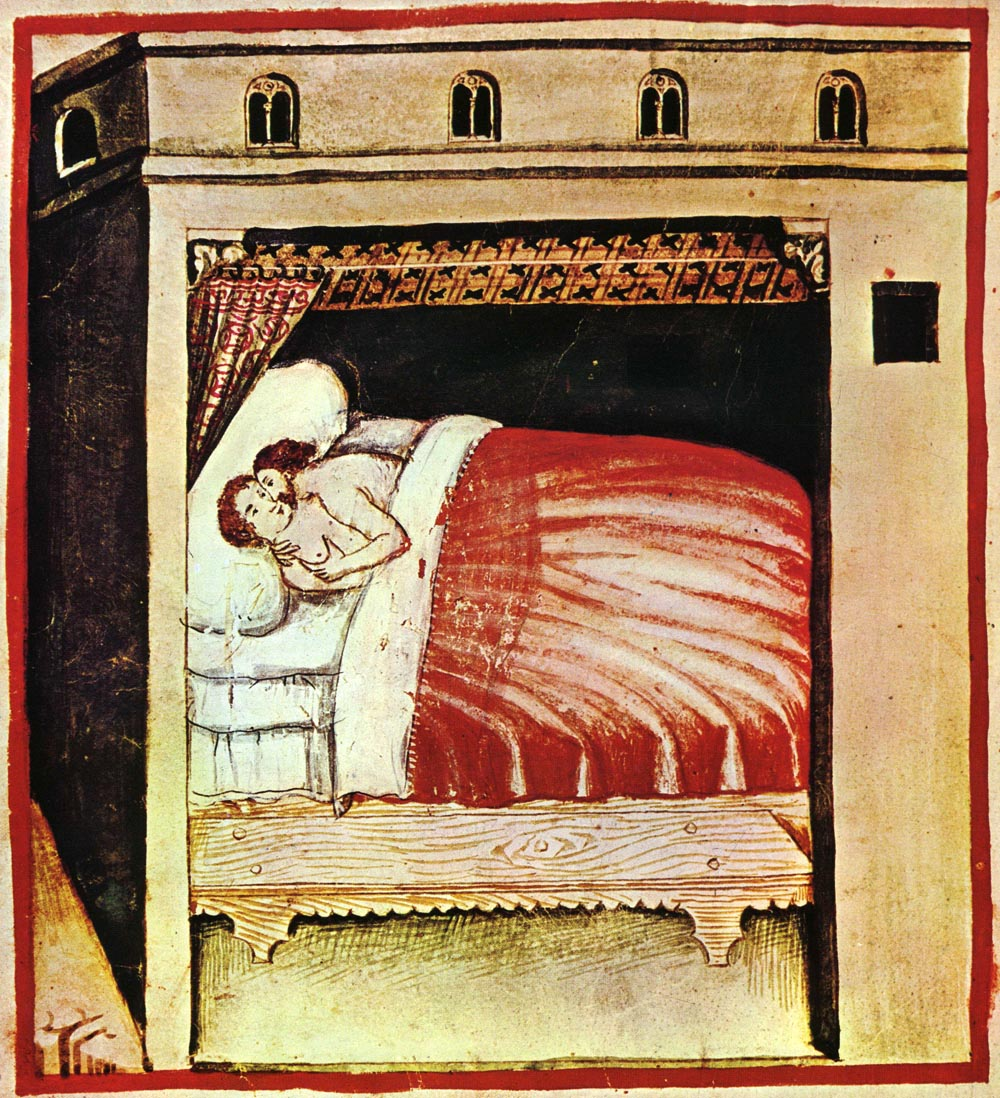
Illustration aus Tacuinum Sanitatis, einem mittelalterlichen Bilderwerk

Der Vollzug der Ehe (auch Ehevollzug) bezeichnet traditionell den ersten ehelichen Beischlaf.

## Der Vollzug der Ehe im kanonischen Recht
Die Ehe wurde im kanonischen Recht als Legitimation zur Ausübung der Sexualität verstanden. Nach contractio (Ehevertrag), Eheversprechen und consummatio (Ehevollzug) galt eine Ehe als rechtsgültig vollzogen. Bisweilen musste der Beischlaf deshalb vor Zeugen vorgenommen oder durch „Beweise“ dokumentiert werden. Im Allgemeinen galt aber die (widerlegbare) rechtliche Vermutung des Ehevollzugs ab dem Zeitpunkt, zu dem der Bräutigam seine Braut „heimführte“ und zu sich nahm. Bei der Stellvertreterehe konnte die Entblößung je eines Beines durch Braut und Stellvertreter als Vollzug der Ehe gelten.

## Der Vollzug der Ehe im Privatrecht (Deutschland)
Auch heute gilt der Nichtvollzug im römisch-katholischen Kirchenrecht als eine Voraussetzung für ein Ehenichtigkeitsverfahren, wenn nach der Heirat kein Geschlechtsverkehr (Ehevollzug) stattgefunden hat (Nichtvollzugsverfahren).
Das Bürgerliche Gesetzbuch (BGB) in Deutschland sieht seit 1998 vor, dass eine Ehe aufgehoben werden kann, wenn beide Ehegatten sich bei der Eheschließung darüber einig waren, dass sie keine Verpflichtung gemäß § 1353 Abs. 1 (Verpflichtung zur ehelichen Lebensgemeinschaft/Vollzug der Ehe) begründen wollen. Ziel dieser Regelung ist die Bekämpfung von Scheinehen, die nur geschlossen wurden, um einem ausländischen Ehegatten ein Aufenthaltsrecht in Deutschland zu verschaffen.
Ein Urteil auf „Herstellung des ehelichen Lebens“ ist nach § 120 Abs. 3 FamFG (bis 2009 § 888 Abs. 3 ZPO) nicht vollstreckbar. Dennoch war die praktische Sexualität in Ehen immer wieder Thema der deutschen Rechtsprechung.

## Vollzug der Ehe im amerikanischen Familienrecht
Neben Gründen wie Zwang, Betrug, Bigamie oder Inzest ist im Recht der Vereinigten Staaten das Fehlen des Vollzugs der Ehe ein Grund zur Annullierung (annulment) der Ehe. Die Ehe gilt dann als rechtlich nichtexistent, im Unterschied zur Scheidung, die die Ehe lediglich beendet. Vor allem aus religiösen Gründen wird diese Form der Eheauflösung von einigen Amerikanern gewählt.